# Bahariasaurus
Bahariasaurus ist ein theropoder Dinosaurier aus der Gruppe der Tetanurae. Die einzige dieser Gattung bisher zugeschriebene Art ist Bahariasaurus ingens. Bahariasaurus gilt als Nomen dubium und ist evtl. mit Deltadromeus identisch. Es handelte sich um einen großen, bipeden Fleischfresser. Knochenfunde stammen aus der frühen Oberkreide (Unteres Cenomanium) von Ägypten und evtl. aus dem Niger.

## Entdeckungsgeschichte
Das Holotyp-Material (HM 1922 X47) wurde, wie auch Spinosaurus und Carcharodontosaurus, zwischen 1911 und 1914 von einer deutschen Expedition unter Ernst Stromer in der ägyptischen Bahariyya-Oase entdeckt. Während des Zweiten Weltkrieges wurden die Fossilien jedoch im Jahr 1944 bei einem Bombenangriff auf München im Museum Alte Akademie zerstört. Das Material bestand unter anderem aus Rückenwirbeln, Beckenwirbeln, Rippenfragmenten sowie Pubis und Ischium und gehörte wahrscheinlich zu einem fast 12 Meter langen und ca. 2,5 Tonnen schweren Tier. Weitere Fundstücke wurden von Stromer ebenfalls dem Bahariasaurus zugeordnet sowie von Lapparent einige Wirbel.

## Verwandtschaftsbeziehungen
Die phylogenetische Einordnung des Bahariasaurus ist noch umstritten. Rauhut schrieb Bahariasaurus den Carcharodontosauriden, einer Familie innerhalb der Allosauroidea, zu. Kritiker meinen allerdings, das Material (HM 1912 VIII 62b; Rückenwirbel), auf das sich seine Folgerungen stützen, gehöre nicht zu Bahariasaurus, sondern vielleicht zu Carcharodontosaurus.
Chure behauptet, es handle sich um einen nahen Verwandten der Tyrannosauridae.